# Бад Хомбург
Бад Хомбург (њем. Bad Homburg vor der Höhe) град је у њемачкој савезној држави Хесен. Једно је од 13 општинских средишта округа Хохтаунус. Према процјени из 2010. у граду је живјело 51.768 становника. Посједује регионалну шифру (AGS) 6434001.

## Географски и демографски подаци
Бад Хомбург се налази у савезној држави Хесен у округу Хохтаунус. Град се налази на надморској висини од 137–250 метара. Површина општине износи 51,2 km². У самом граду је, према процјени из 2010. године, живјело 51.768 становника. Просјечна густина становништва износи 1.012 становника/km².

## Међународна сарадња
| Мјесто           | Држава               | Врста сарадње | Од    |
| ---------------- | -------------------- | ------------- | ----- |
| Мајрхофен        | Аустрија             | партнерство   | 1956. |
| Ниш              | Србија               | пријатељство  | 2000. |
| Дубровник        | Хрватска             | партнерство   | 2002. |
| Петерхоф         | Русија               | партнерство   | 1994. |
| Бад Мондорф      | Луксембург           | партнерство   | 1956. |
| Терачина         | Италија              | партнерство   | 1956. |
| Ексетер          | Уједињено Краљевство | партнерство   | 1965. |
| Кабур            | Француска            | партнерство   | 1956. |
| Маријанске Лазне | Чешка                | партнерство   | 1991. |
| Хур              | Швајцарска           | партнерство   | 1956. |
| Хагилбоа         | Израел               | партнерство   | 1990. |
| Извор            |                      |               |       |